# I’billin
I’billin (hebr. אעבלין, arab. إعبلين; ang. I’billin) – samorząd lokalny położony w Dystrykcie Północnym, w Izraelu.

## Położenie
Miejscowość I’billin jest położona na wysokości 102 metrów n.p.m. na wzgórzach oddzielających Dolinę Bejt Netofa od równiny przybrzeżnej Izraela, w Zachodniej Galilei. Na południe od miejscowości wznosi się wzgórze Har Szifron (212 m n.p.m.). Na północy i wschodzie przebiega wadi strumienia Evlajim, do którego wpada strumień Szchanja. Okoliczny teren łagodnie opada w kierunku północno-zachodnim. W odległości około 10 km znajduje się wybrzeże Morza Śródziemnego. W jego otoczeniu znajdują się miasta Szefaram, Kirjat Bialik i Tamra, miejscowość Bir al-Maksur, kibuc Afek, wioski komunalne Micpe Awiw i Moreszet, oraz wioska beduińska Dumajda.

### Podział administracyjny
I’billin jest położone w Poddystrykcie Akki, w Dystrykcie Północnym.

## Demografia
Zgodnie z danymi Izraelskiego Centrum Danych Statystycznych w 2011 roku w I’billin żyło ponad 11,9 tys. mieszkańców, z czego 56,2% Arabowie muzułmanie i 43,8% Arabowie chrześcijanie. Wskaźnik wzrostu populacji w 2011 roku wyniósł 1,7%.
| Wiek (w latach) | Procent populacji w % |
| --------------- | --------------------- |
| 0 – 4           | 9,8                   |
| 5 – 9           | 11,5                  |
| 10 – 14         | 11,4                  |
| 15 – 19         | 10,0                  |
| 20 – 29         | 14,2                  |
| 30 – 44         | 21,5                  |
| 45 – 59         | 14,1                  |
| 60 – 64         | 2,1                   |
| 65 –            | 5,3                   |

Źródło danych: Central Bureau of Statistics.

## Historia

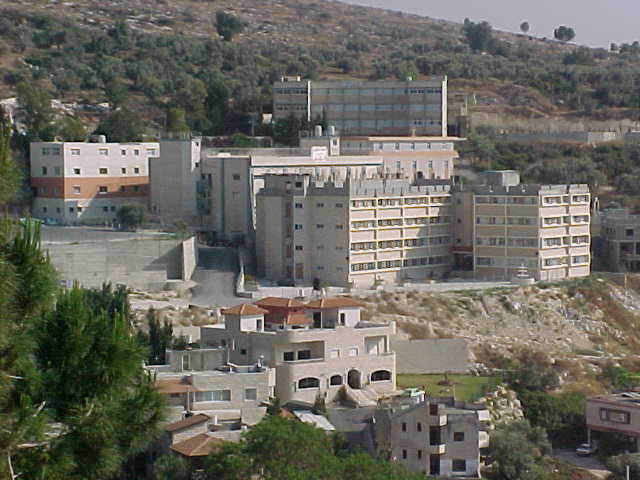
Mar Elias Educational Institutions w I’billin

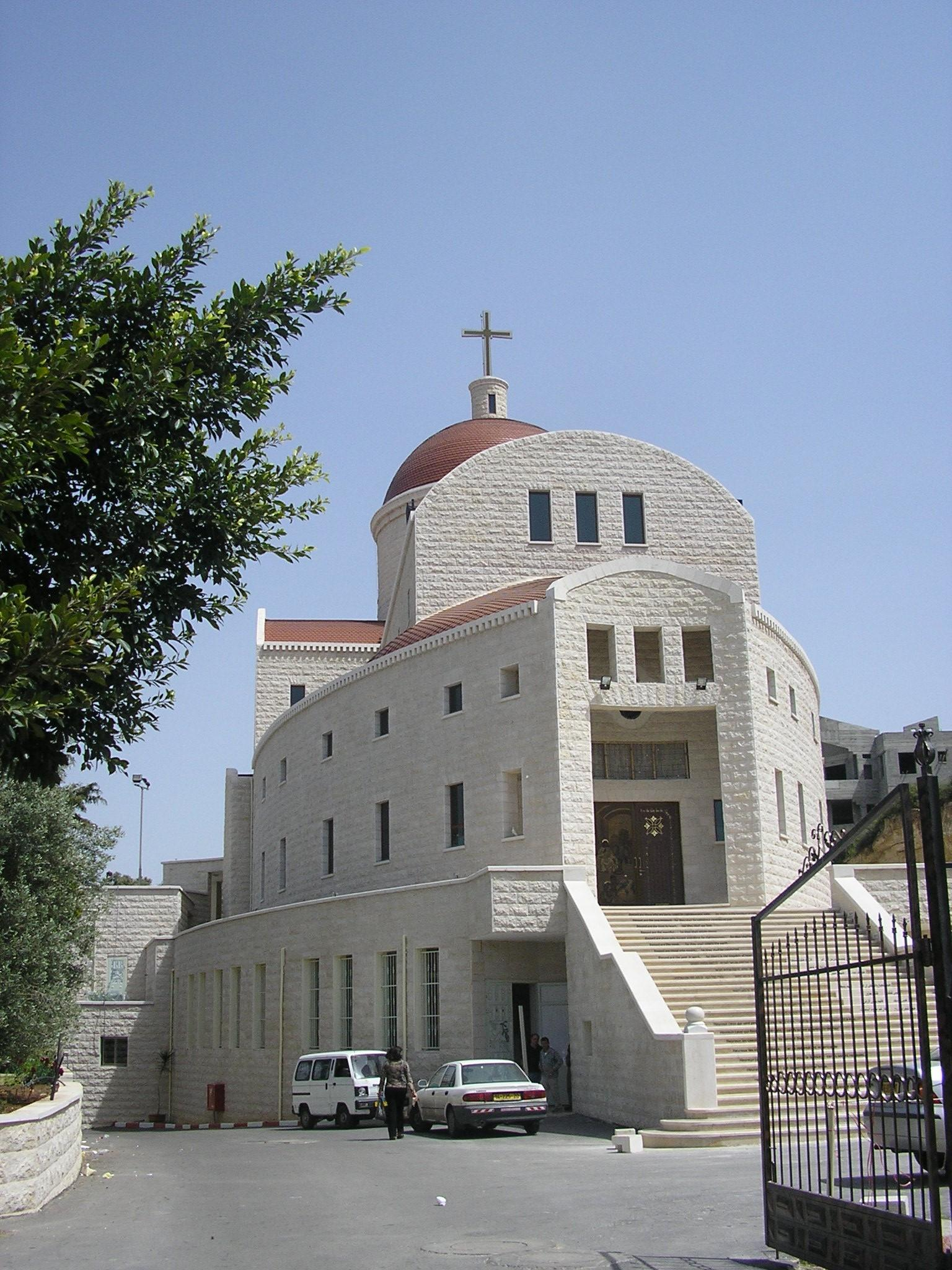
Kościół w I’billin

Izraelscy historycy utożsamiają współczesne miasteczko z pochodzącym z I wieku żydowskim miastem Ablajim (hebr. אבליים). Wspomina o nim Talmud i Miszna. W czasach krzyżowców na jego miejscu powstała współczesna arabska wioska, nazywana wówczas Abelin. W drugiej połowie XVIII wieku został tu pochowany beduiński szejk pochodzący z Tyberiady, Dhaher al-Omar. W 1846 roku w wiosce urodziła się Mariam Baouardy, która w 1983 roku została uznana przez Kościół łaciński za błogosławioną. W wyniku I wojny światowej w 1918 roku cała Palestyna przeszła pod panowanie Brytyjczyków. Przyjęta 29 listopada 1947 roku Rezolucja Zgromadzenia Ogólnego ONZ nr 181 w sprawie podziału Palestyny przyznawała ten rejon państwu arabskiemu. Podczas wojny domowej w Mandacie Palestyny na początku 1948 roku w okolicy tej stacjonowały siły Arabskiej Armii Wyzwoleńczej, które paraliżowały żydowską komunikację w całym obszarze Galilei. Podczas I wojny izraelsko-arabskiej Izraelczycy przeprowadzili operację Dekel, w trakcie której w dniu 14 lipca 1948 roku zajęli wioskę I’billin. W odróżnieniu od wielu innych arabskich wiosek w Galilei, nie wysiedlono jej mieszkańców, dzięki czemu I’billin zachowała swój pierwotny charakter. W 1960 roku I’billin otrzymała status samorządu lokalnego.

## Symbole
Herb miejscowości został oficjalnie opublikowany w marcu 1995 roku. Ma on kształt tarczy, w której dolnej części widnieją pola uprawne. W tle widnieją góry Galilei, znad których wschodzi słońce. Poniżej i powyżej tarczy umieszczono nazwę miejscowości w języku hebrajskim i arabskim. Oficjalna flaga jest w kolorze pomarańczowym lub zielonym z czarnym herbem pośrodku.

## Polityka
Siedziba władz samorządowych znajduje się w centrum miejscowości. Przewodniczącym rady jest Mamun Szejk Ahmed.

## Architektura
Miasteczko posiada typową arabską architekturę, charakteryzującą się ciasną zabudową i wąskimi, krętymi uliczkami. Zabudowa powstawała bardzo chaotycznie, bez zachowania jakiegokolwiek wspólnego stylu architektonicznego. Górskie położenie powoduje rozproszenie zabudowy i utrudnia stworzenie jednolitej infrastruktury.

## Kultura
W miejscowości jest ośrodek kultury oraz biblioteka publiczna.

## Edukacja i nauka
W miejscowości jest 8 szkół, w tym 6 szkół podstawowych. W 2010 roku uczyło się w nich ogółem 3,8 tys. uczniów, w tym 2,2 tys. w szkołach podstawowych. Średnia uczniów w klasie wynosiła 28. Wyjątkową instytucją edukacyjną jest otwarta w 1982 roku Szkoła Mar Elias. Ten chrześcijański ośrodek oświatowy obejmuje szkołę podstawową, gimnazjum i szkołę średnią. Od 2002 roku funkcjonuje tutaj pierwszy arabski uniwersytet w Izraelu. Działa on jako filia University of Indianapolis. Uczelnia jest otwarta dla Arabów, Żydów i studentów wszystkich wyznań. Część kadry pedagogicznej jest Żydami.

## Sport i rekreacja
W północno-wschodniej części miasteczka jest boisko do piłki nożnej. Mniejsze boiska oraz sale sportowe są zlokalizowane przy szkołach.

## Gospodarka
Lokalna gospodarka opiera się na rolnictwie i handlu. Wielu mieszkańców pracuje w okolicznych strefach przemysłowych.

## Transport
Z miejscowości wyjeżdża się na północ lub zachód na drogę nr 781, którą jadąc na zachód dojeżdża się do drogi ekspresowej nr 70 i dalej do drogi ekspresowej nr 79, lub jadąc na wschód dojeżdża się do wiosek komunalnych Micpe Awiw i Moreszet oraz drogi nr 784. Inną lokalną drogą prowadzącą na południe można dojechać do sąsiedniego miasta Szefaram.